# Batrachedra phaneropa
Batrachedra phaneropa là một loài bướm đêm thuộc họ Batrachedridae. Loài này có ở Nam Phi.